# پان ایر
پان ایر (به انگلیسی: PAN Air) یک شرکت هواپیمایی با کد یاتا PV است که در ۱۹۸۷ میلادی تأسیس شده‌است. دفتر مرکزی پان ایر در مادرید، اسپانیا واقع شده‌است و قطب این شرکت هواپیمایی در فرودگاه مادرید-باراخاس قرار دارد.